# Église Notre-Dame-des-Champs de Paris
Pour les articles homonymes, voir Église Notre-Dame, Notre-Dame et Notre-Dame-des-Champs.
L’église Notre-Dame-des-Champs est située 91, boulevard du Montparnasse, dans le 6e arrondissement de Paris.
Elle donne son nom au quartier Notre-Dame-des-Champs, dans la partie sud duquel l'église est située, et qui est le 23e quartier administratif de Paris.
L'église appartient à la Ville de Paris. Elle est affectée au culte catholique dans le cadre statutaire de la loi du 9 décembre 1905 de séparation des Églises et de l’État et de la législation qui s’ensuit.

## Historique

### Un lieu de culte ancien
On a trouvé à une distance d'environ un kilomètre de l’église actuelle des vestiges d’un temple romain dédié au culte du dieu Mercure. Après la conversion de la région parisienne au christianisme, le temple fut dédié à la Vierge Marie et fut baptisé Notre-Dame-des-Vignes, l’endroit étant à l’époque entouré de vignobles.
Par la suite, le roi Robert le Pieux (996-1031) fit agrandir Notre-Dame-des-Vignes pour honorer le lieu où saint Denis aurait célébré les saints mystères. La tradition rapporte que, arrivant à Lutèce, il s'était d'abord fixé à cet endroit.
Les bénédictins de l'abbaye de Marmoutier transformèrent peu après l’église en prieuré ; ils arrachèrent les vignes environnantes et renommèrent l’église « Notre-Dame-des-Champs ». Ce sanctuaire, dont il subsiste une crypte dans les sous-sols de l’immeuble du no 14 bis de l'actuelle rue Pierre-Nicole, devint un lieu de pèlerinage auquel on se rendait par la rue Notre-Dame-des-Champs qui longeait la clôture sud de l’enclos des chartreux.

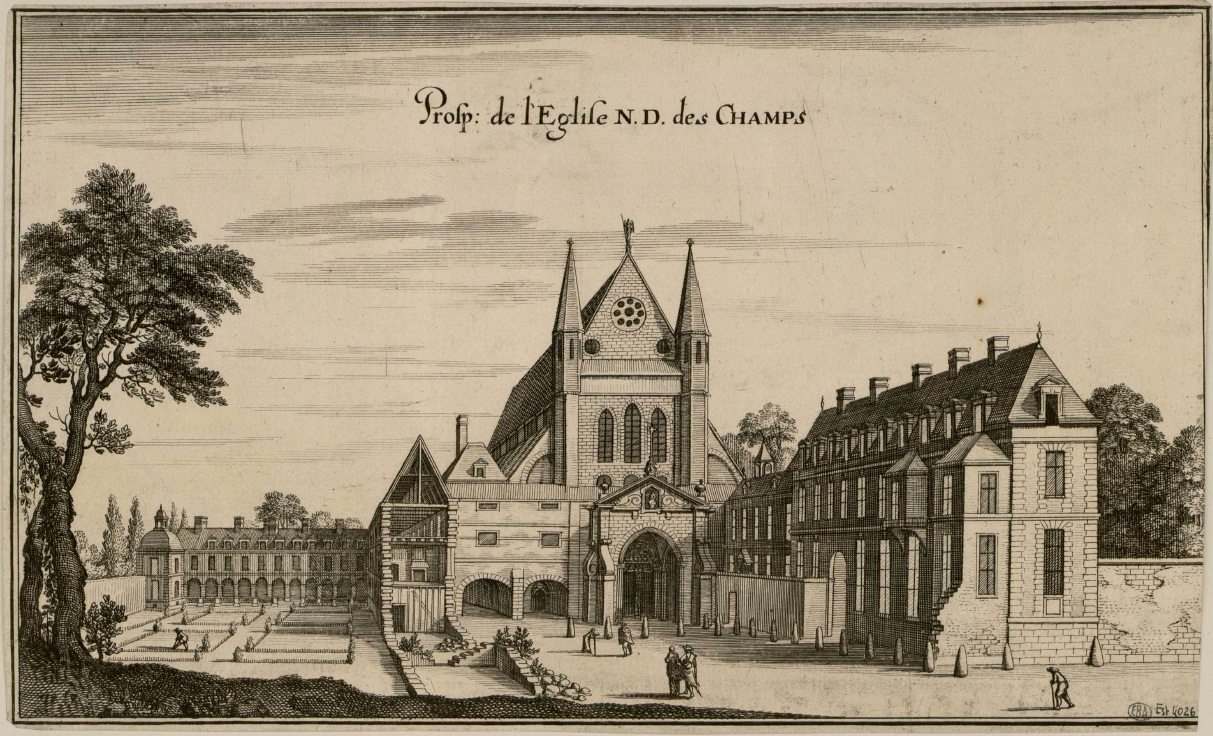
L'ancien couvent des Carmélites du faubourg Saint-Jacques au milieu du XVIIe siècle.

En 1604, les bénédictins cédèrent Notre-Dame-des-Champs à la duchesse d'Orléans-Longueville, qui y installa des carmélites déchaussées venues d’Espagne. Celles-ci firent du couvent des Carmélites du faubourg Saint-Jacques l’un des plus célèbres du XVIIe siècle. Mademoiselle de La Vallière, puis Madame de Montespan s'y retirèrent.
Après la suppression de la communauté à la Révolution, les bâtiments conventuels furent détruits et le terrain loti.
Le Concordat autorisa le retour des religieuses qui rachetèrent, en 1802, une  parcelle de leur ancien enclos. Elles édifièrent une petite chapelle dédiée à Notre-Dame-des-Champs dans la rue d'Enfer (actuellement au 25, rue Henri-Barbusse) et un nouveau cloître surmonté de leurs locaux d'habitation. Ce second carmel fut supprimé en 1906 et il n’en resta que le souvenir, perpétué par la rue Notre-Dame-des-Champs.

### L’église actuelle
En 1858, on créa pour le quartier une paroisse qui reçut naturellement le nom de Notre-Dame-des-Champs, avec comme lieu de culte provisoire une chapelle en bois située aux no 153 et 155 de la rue de Rennes. Jusque-là, le quartier faisait partie de la paroisse Saint-Sulpice.
L'architecture de l’église actuelle est d’inspiration romane. Sa construction fut confiée à Léon Ginain, architecte, de 1867 à 1876 et l'entrepreneur fut Eugène Bonté. Elle fut édifiée pendant la cure de l'abbé Cognat. Les travaux, interrompus pendant la guerre de 1870, furent ensuite repris jusqu'à l'achèvement. Les pierres aux grains fins et serrés utilisées comme libages de l'église proviennent des carrières de Châtillon. Les murs furent élevés avec du cliquart des carrières de Fleury à Clamart.
La première pierre fut posée le 17 mars 1867 et, huit ans plus tard, le 31 octobre 1876, l’église reçut sa bénédiction.
Le 25 mars 1912 l'église a été consacrée par le cardinal Léon Adolphe Amette, archevêque de Paris.
Les mercredi 23 et jeudi 24 juillet 2025, l'église est touchée par deux incendies consécutifs qui conduisent à sa fermeture temporaire. Le premier, qui s'est déclaré le mercredi 23 juillet vers 10 heures et d'origine apparemment accidentelle, serait dû à un circuit électrique défaillant ; il a conduit à la destruction de l'orgue du chœur et d'une sono. Le second s'est lui déclaré le jeudi 24 juillet vers 17 heures dans la chapelle Saint-Joseph. La succession de deux incendies éveille les soupçons de la mairie du sixième arrondissement et des autorités religieuses (le curé Camille Millour dépose plainte le lendemain au commissariat local). Le Figaro évoque un « incendie criminel »,,. L'orgue de chœur a subi d'important dégâts. Un appel au don est lancé par la paroisse afin de permettre la restauration des espaces et des œuvres d'arts endommagés. 

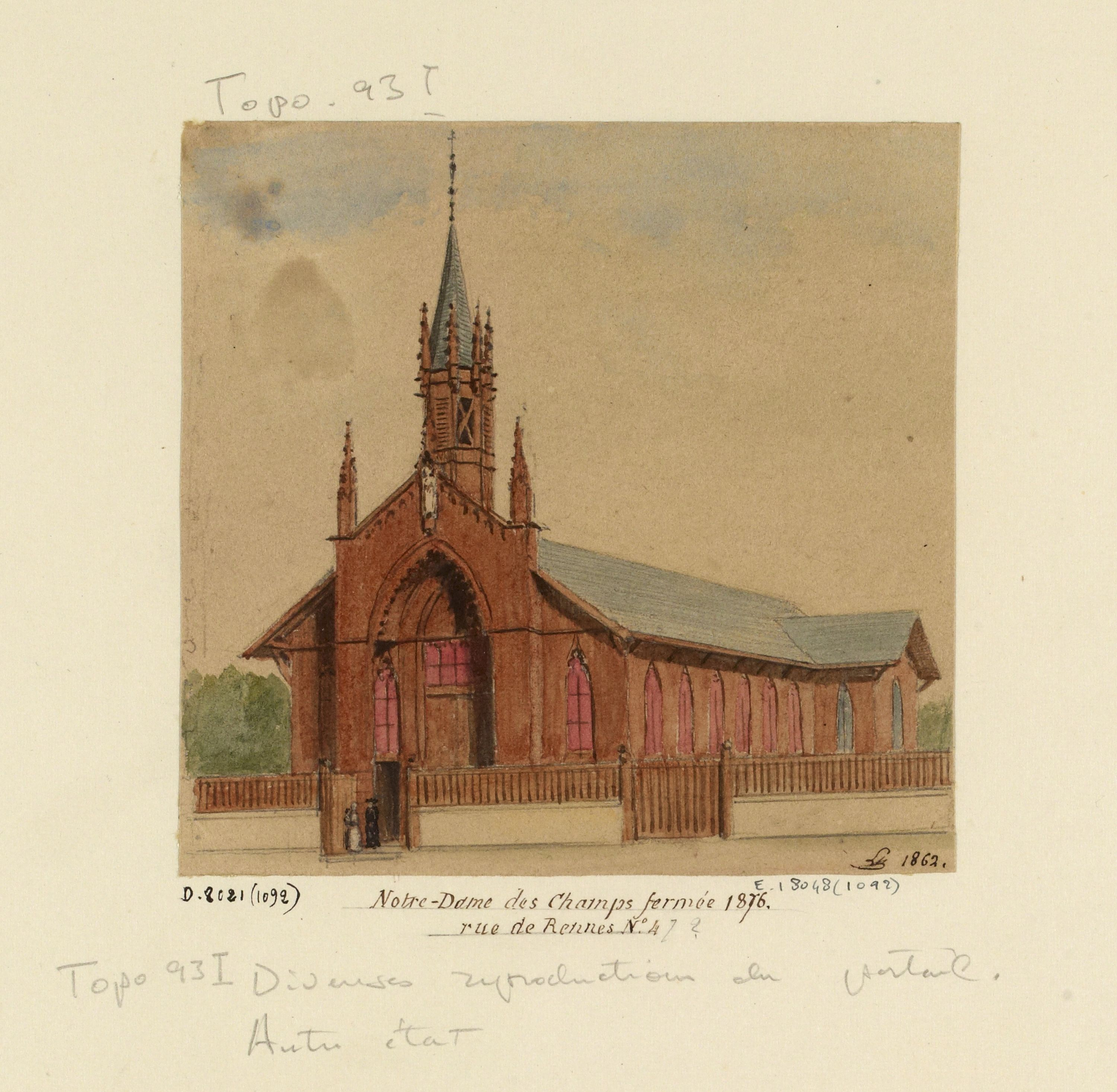
L'église provisoire en bois édifiée rue de Rennes (1858-1876).
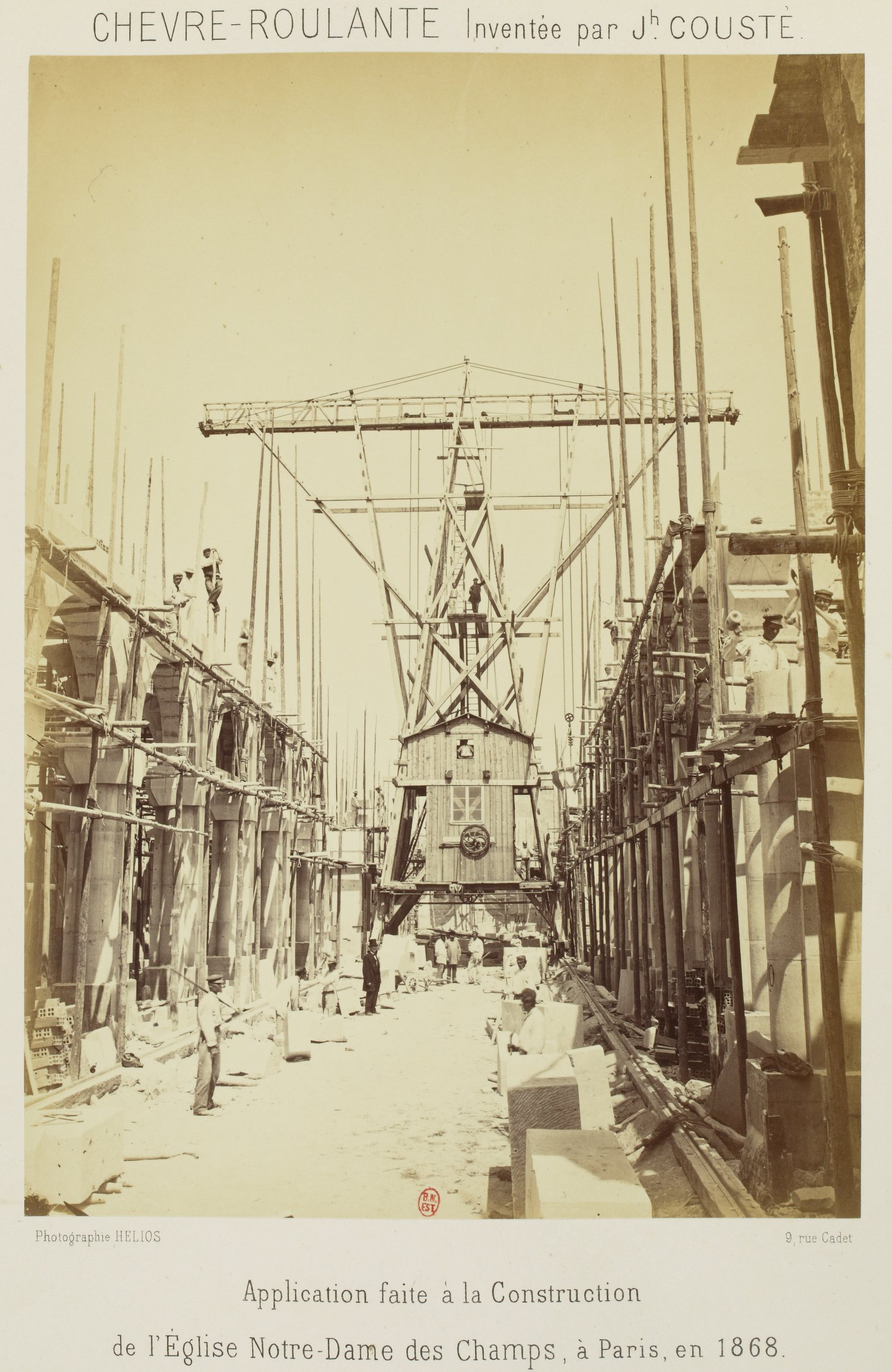
Construction de l'église actuelle, en 1868.
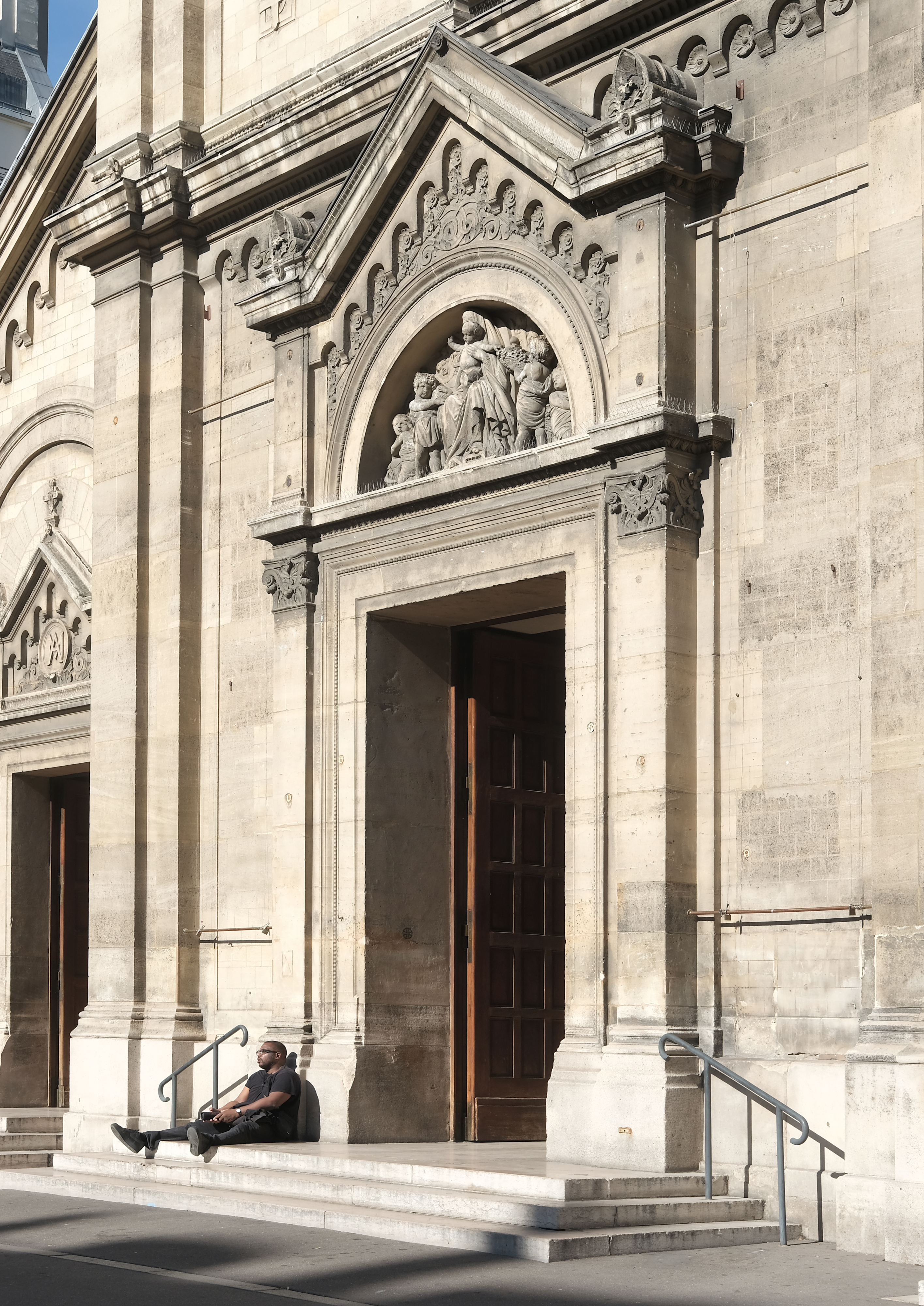
Entrée de l'église, côté boulevard du Montparnasse.
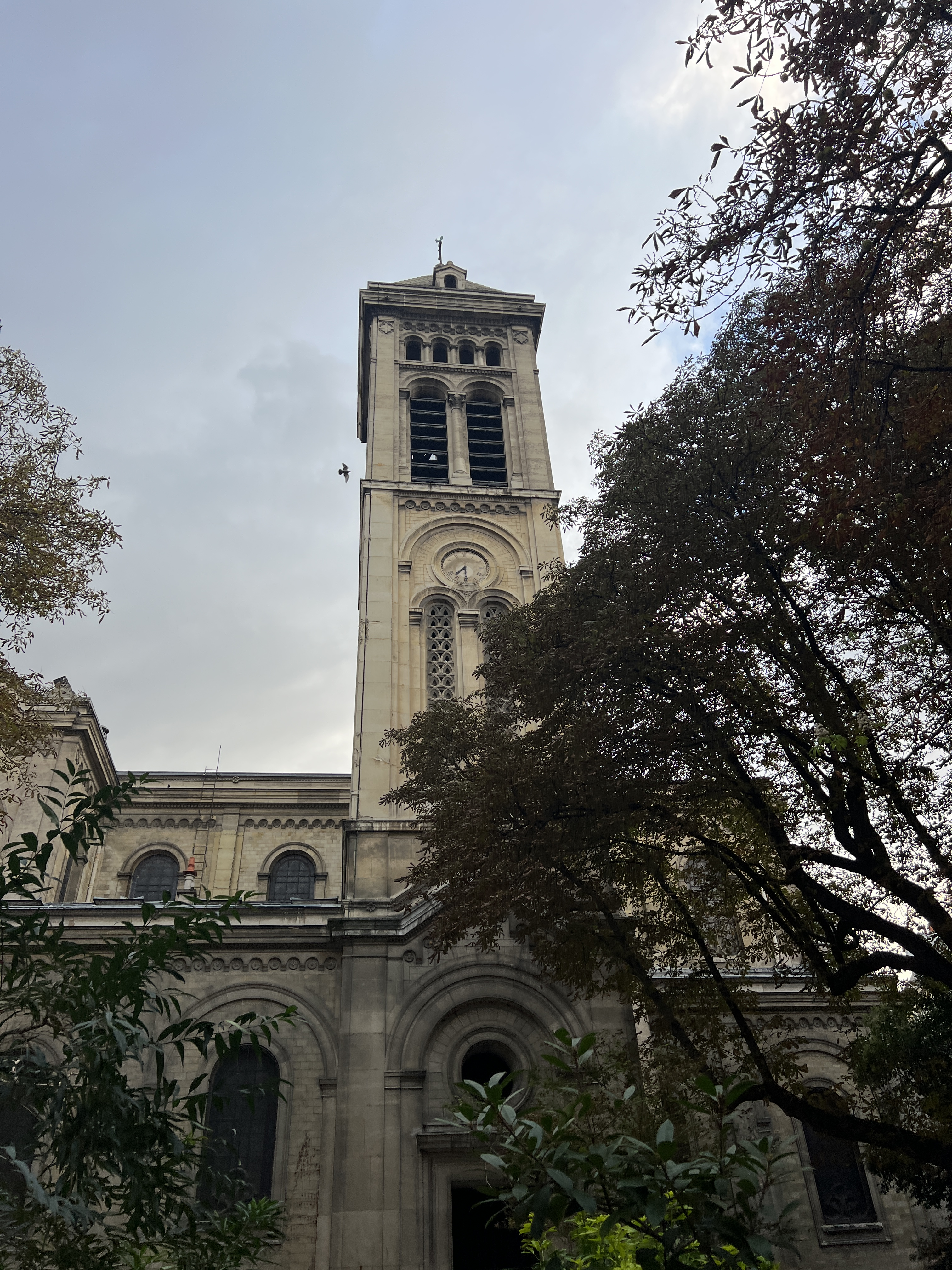
Le clocher, côté rue Stanislas.
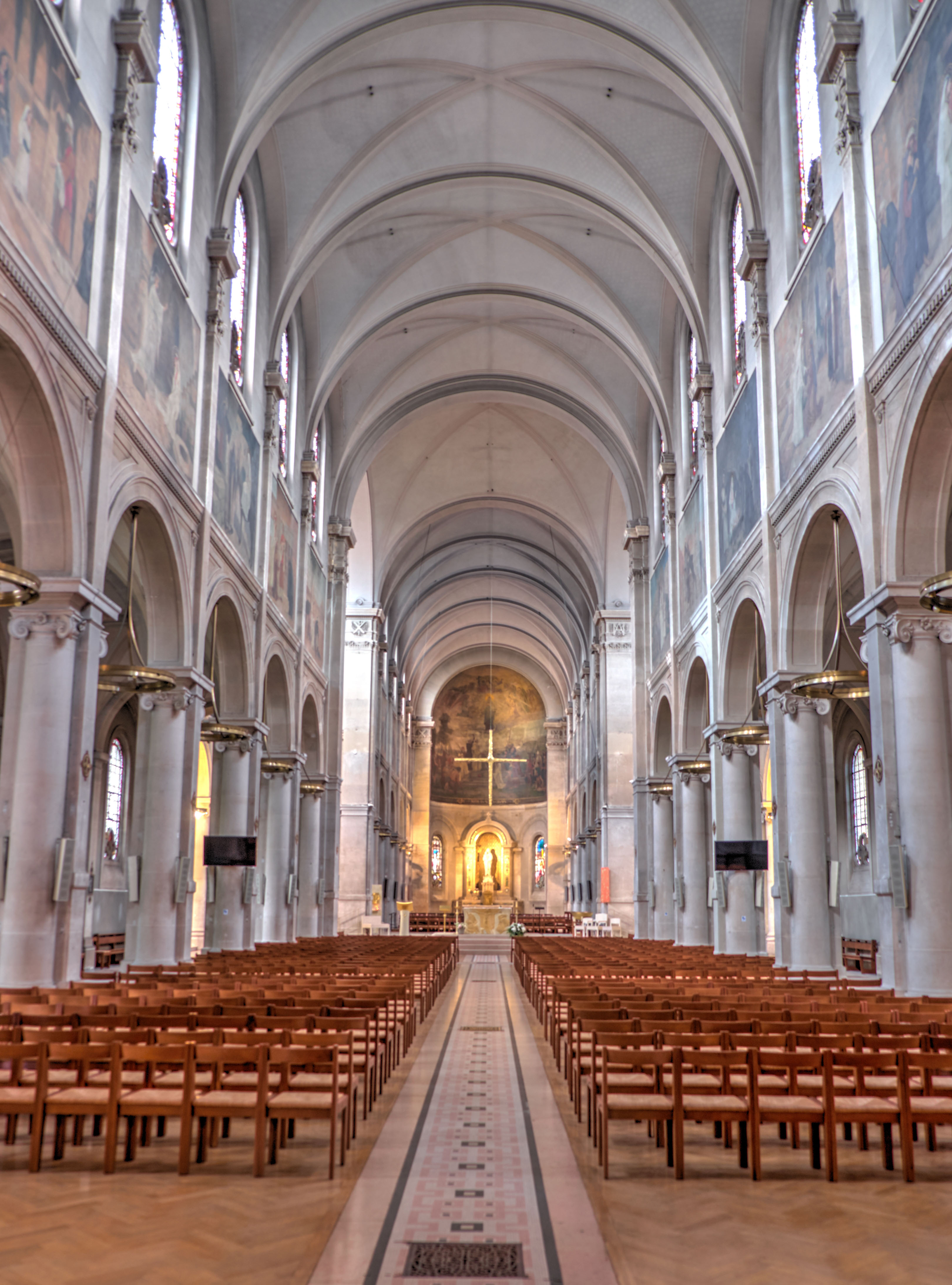
La nef de l'édifice.
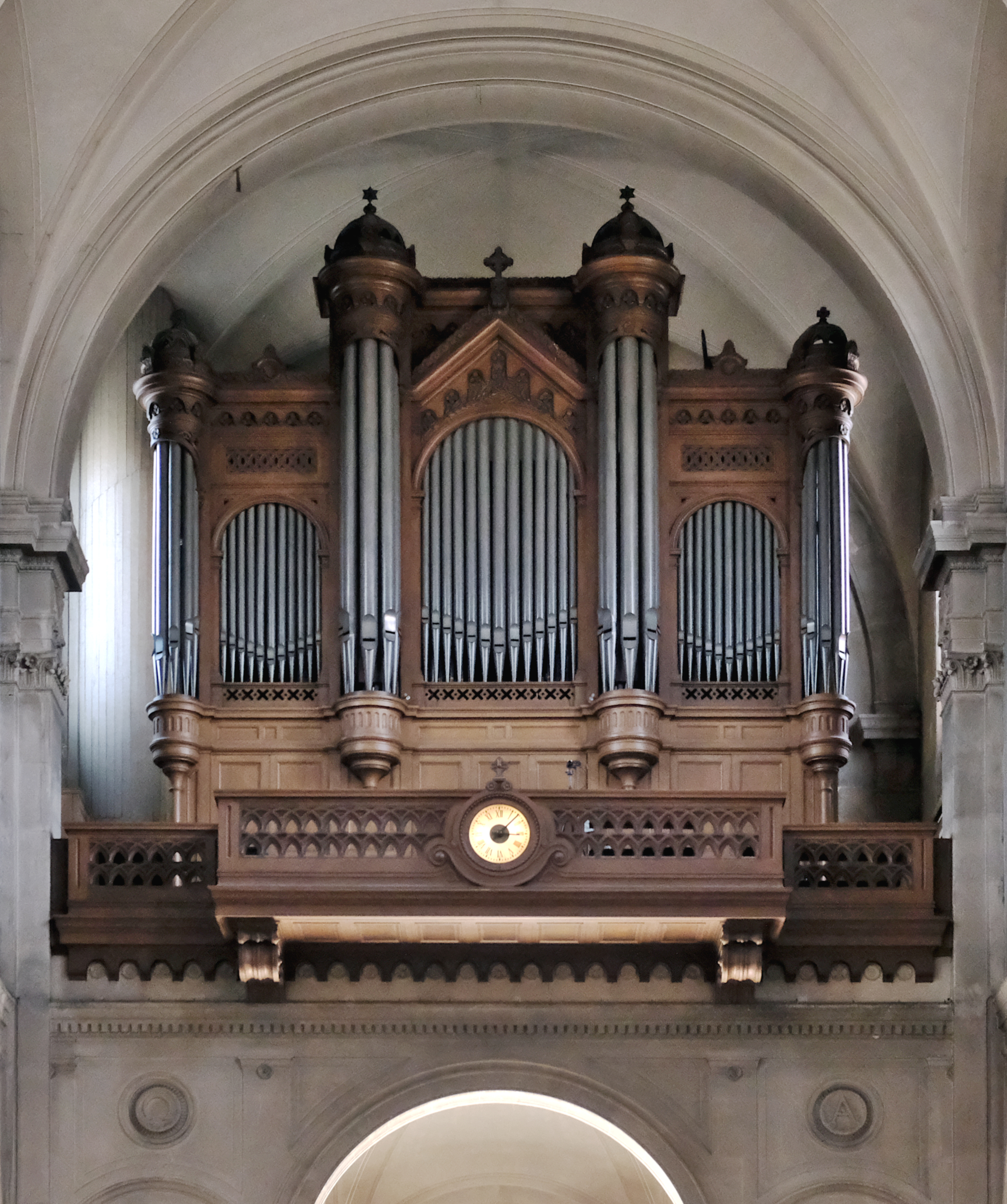
L'orgue de tribune.

## Décoration

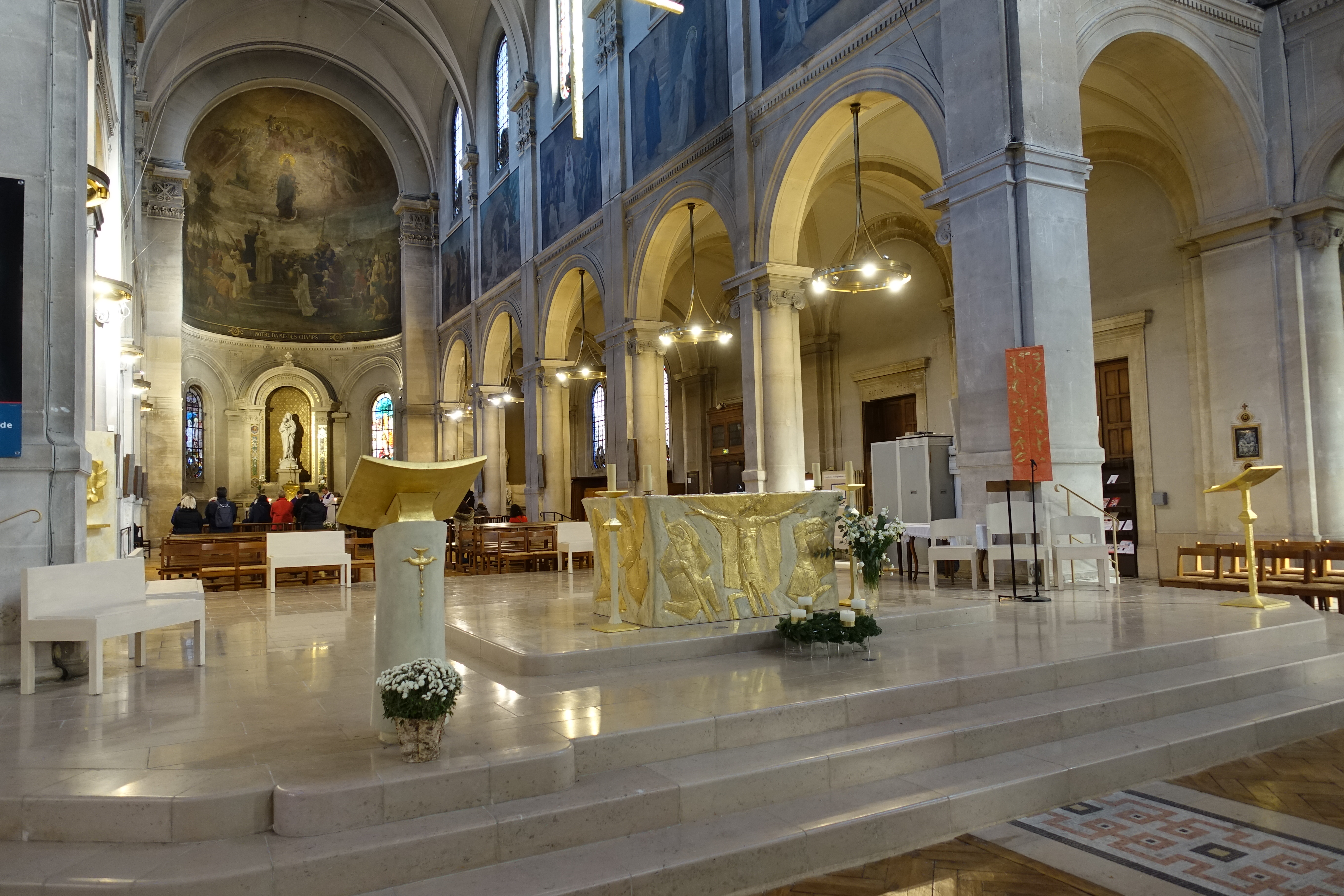
L'autel et l'abside.

La statue de la Madone, ciselée par Alfred Lepère, se trouve au-dessus de l’autel de la Vierge et représente la Sainte Vierge portant l’Enfant-Jésus, tenant lui-même dans ses mains une couronne d’épines. C'est une des plus belles Vierges à l'Enfant de Paris.
Les quatorze tableaux du Chemin de croix, en cuivre émaillé, ont été créés par Frédéric de Courcy.
Les peintures murales de l'église sont toutes splendides et ésotériques.
La chapelle Saint Joseph située dans le transept nord possède un tableau réalisé par Félix-Henri Giacomotti représentant Le repos de la Sainte Famille. Cette œuvre a la particularité de montrer l'Enfant Jésus sur les genoux de saint Joseph, qu'il vient peut-être de langer. Il est entouré par la Vierge Marie et par les quatre principaux archanges : Michel, Gabriel, Raphaël et Uriel.
La chapelle du Sacré-Cœur située dans le transept sud possède un tableau, datant de 1885, signé François Lafon et représentant Le Sacré-Cœur.

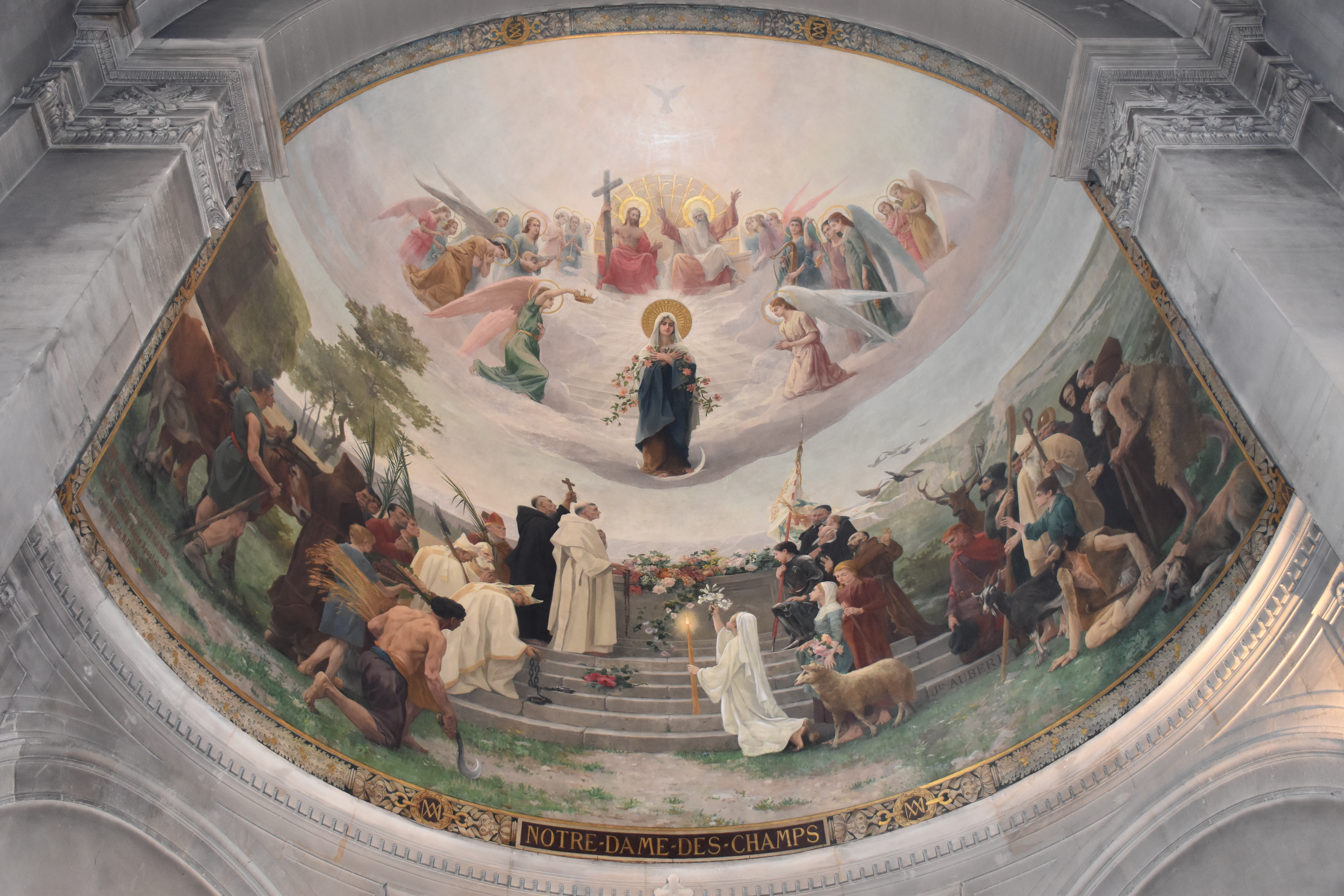
Huile sur toile marouflée de l'abside par Joseph Aubert.

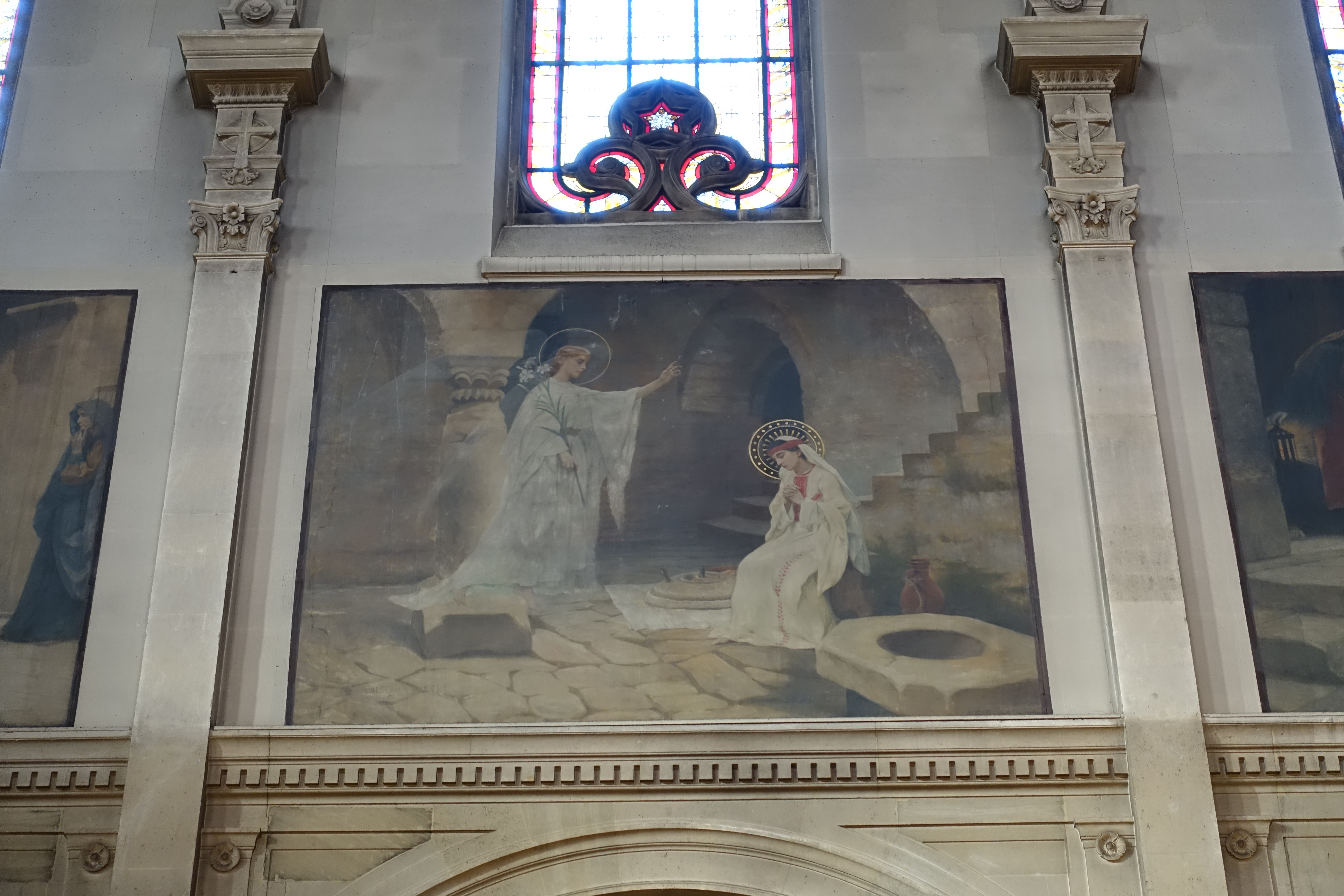
Marie saluée par l'archange Gabriel (l'Annonciation).

Les vingt-deux panneaux situés au deuxième niveau de l'élévation dans la nef et le chœur de l'église ont été faits sur toile marouflée, c'est-à-dire une toile collée au mur. Ils ont été réalisés par Joseph-Jean-Félix Aubert, entre 1891 et 1907 et représentent la vie de la Vierge Marie. Aubert, riche de ses voyages en Égypte et en Palestine, s'est efforcé de renouveler ce sujet déjà traité par de nombreux peintres. Sont figurées les scènes suivantes :
1. Naissance de Marie (intérieur d'une maison de Jérusalem) ;
2. Marie instruite par sa mère (la fontaine de Siloé) ;
3. Marie présentée au Temple (Temple de Jérusalem, d'après Edfou) ;
4. Marie fiancée à Joseph (cour intérieure d'une maison de Nazareth) ;
5. Marie saluée par l'archange Gabriel ;
6. Marie visite Élisabeth (maison à Siloé) ;
7. Marie cherche un gîte à Bethléem ;
8. Marie à la Crèche (grotte sous la colline de Bethléem) ;
9. Marie purifiée au Temple (décor pharaonique) ;
10. Marie fuit en Égypte (la vallée des Rois, à l'Orient de Thèbes) ;
11. Marie se repose en Égypte (les grandes pyramides de Gizeh) ;
12. Marie à la fontaine (fontaine de Nazareth) ;
13. Marie à Nazareth ;
14. Marie près de Joseph mourant ;
15. Marie au pied de la Croix ;
16. Marie revient du Calvaire (une cour d'une maison en contrebas) ;
17. Marie reçoit le corps de Jésus ;
18. Marie au Cénacle (décor emprunté à l'ancien Temple) ;
19. Marie voit Jésus ressuscité (le champ Haceldama) ;
20. Marie reçoit l'Eucharistie (un abri pour les voyageurs) ;
21. Marie rend le dernier soupir ;
22. Marie monte au ciel (le mont des Oliviers et la vallée du Jourdain).

Certaines de ces fresques ont été reproduites sur toile par des élèves de Georges Aubert dans l’église de Montandon (Doubs), mais elles ont été enlevées lors de la restauration de cette église dans les années 1970.[réf. nécessaire]

## Prieurs
- 1192  - Robert[9]

## Curés de l'église
- En 1837 : l'abbé Crozes est vicaire de l'église Notre-Dame-des-Champs[10] ;
- En 1871 : le chanoine Joseph Cognat, mort en 1887 ;
- Depuis septembre 2023 : père Camille Millour.

### Articles liés
- Quartier Notre-Dame-des-Champs
- Liste des édifices religieux de Paris
- Archidiocèse de Paris